# 24 Heures du Mans 1932
Navigation
Édition précédente Édition suivante
Les 24 Heures du Mans 1932 sont la 10e édition de l'épreuve et se déroulent les 18 et 19 juin 1932 sur le circuit de la Sarthe.

## Nombre de pilotes qualifiés pour la course
52 pilotes sont au départ de cette dixième édition. Odette Siko est la seule femme du plateau.
| 28 Français | 13 Britanniques | 8 Italiens | 1 Monégasque | 1 Polonais |
| 1 Suédois   |                 |            |              |            |

## Classement final de la course

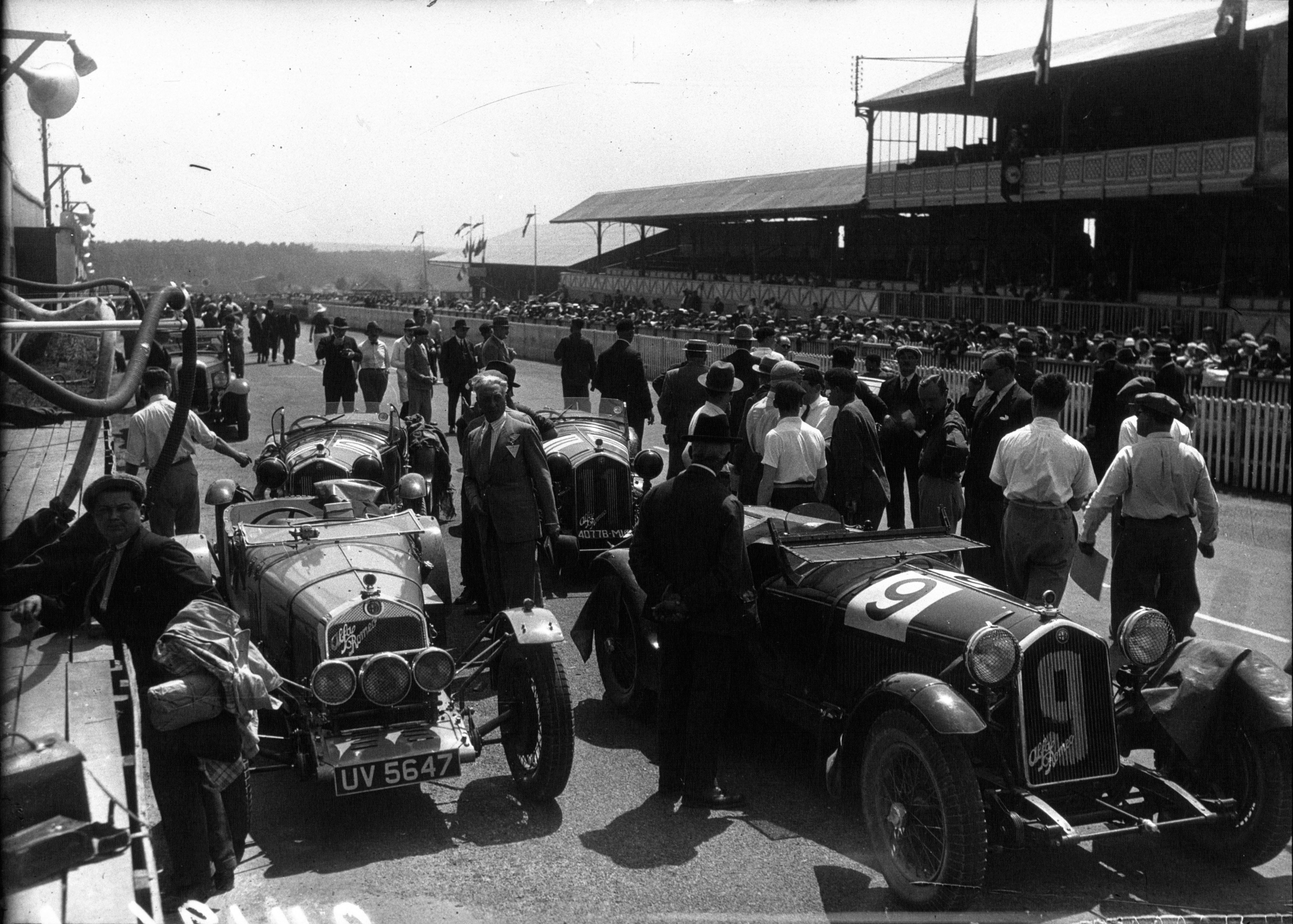
Grille de départ 1932.

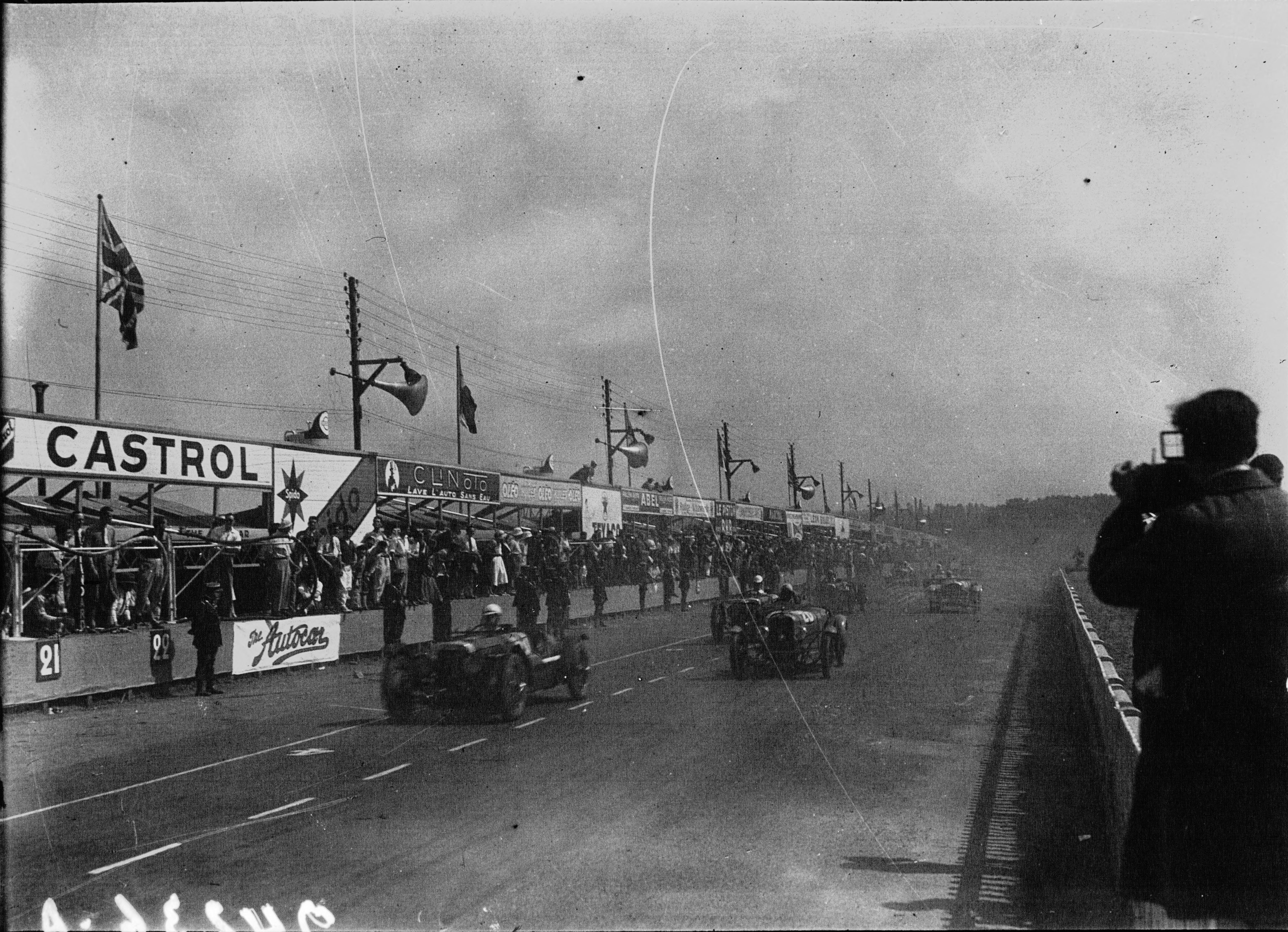
Départ de la 10e édition des 24 Heures du Mans.

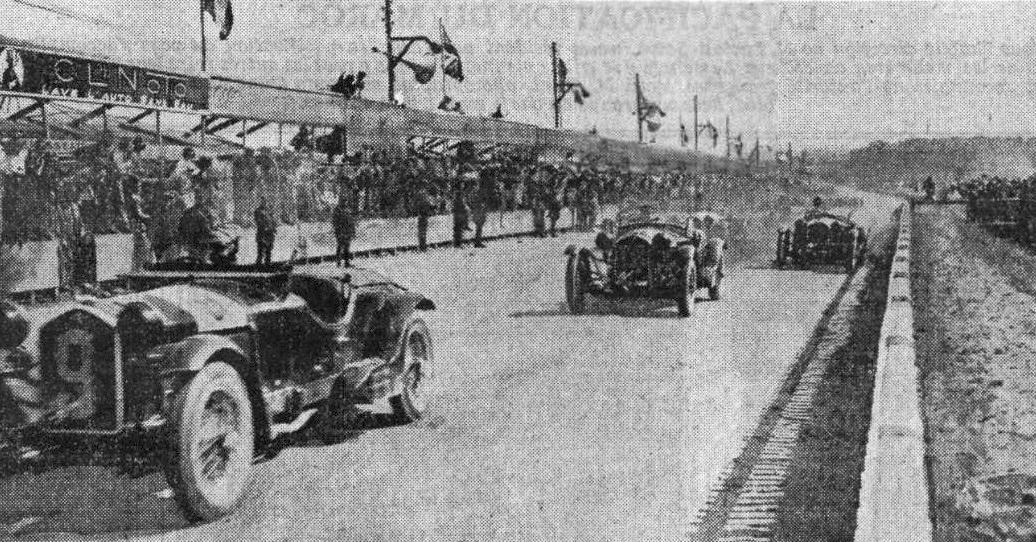
Autre vue du départ - no 9 Howe et Birkin.

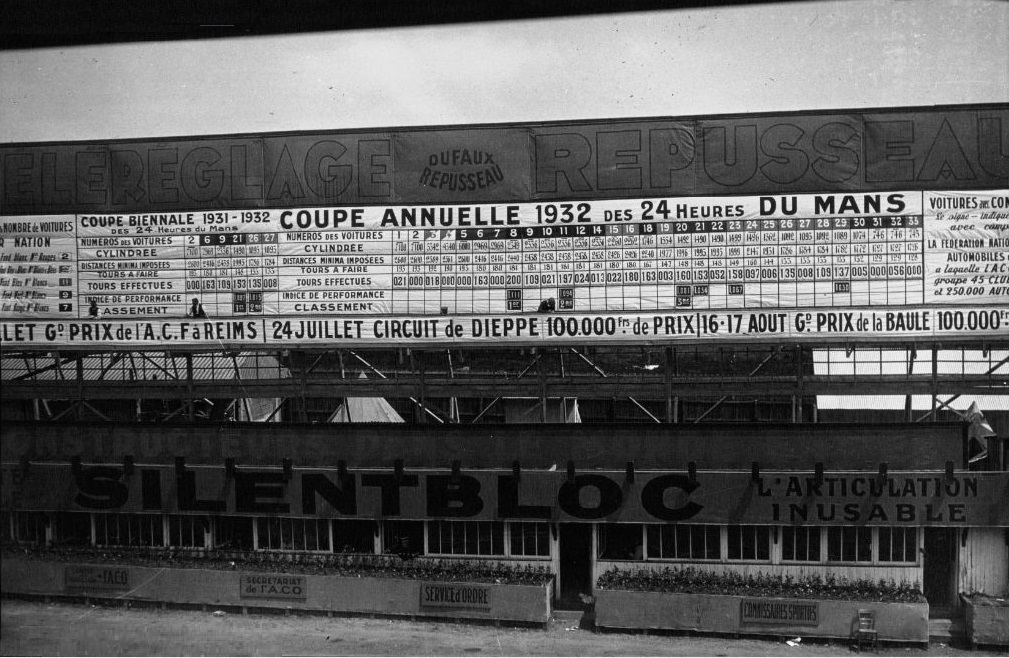
Tableau d'affichage des 24 Heures du Mans 1932.

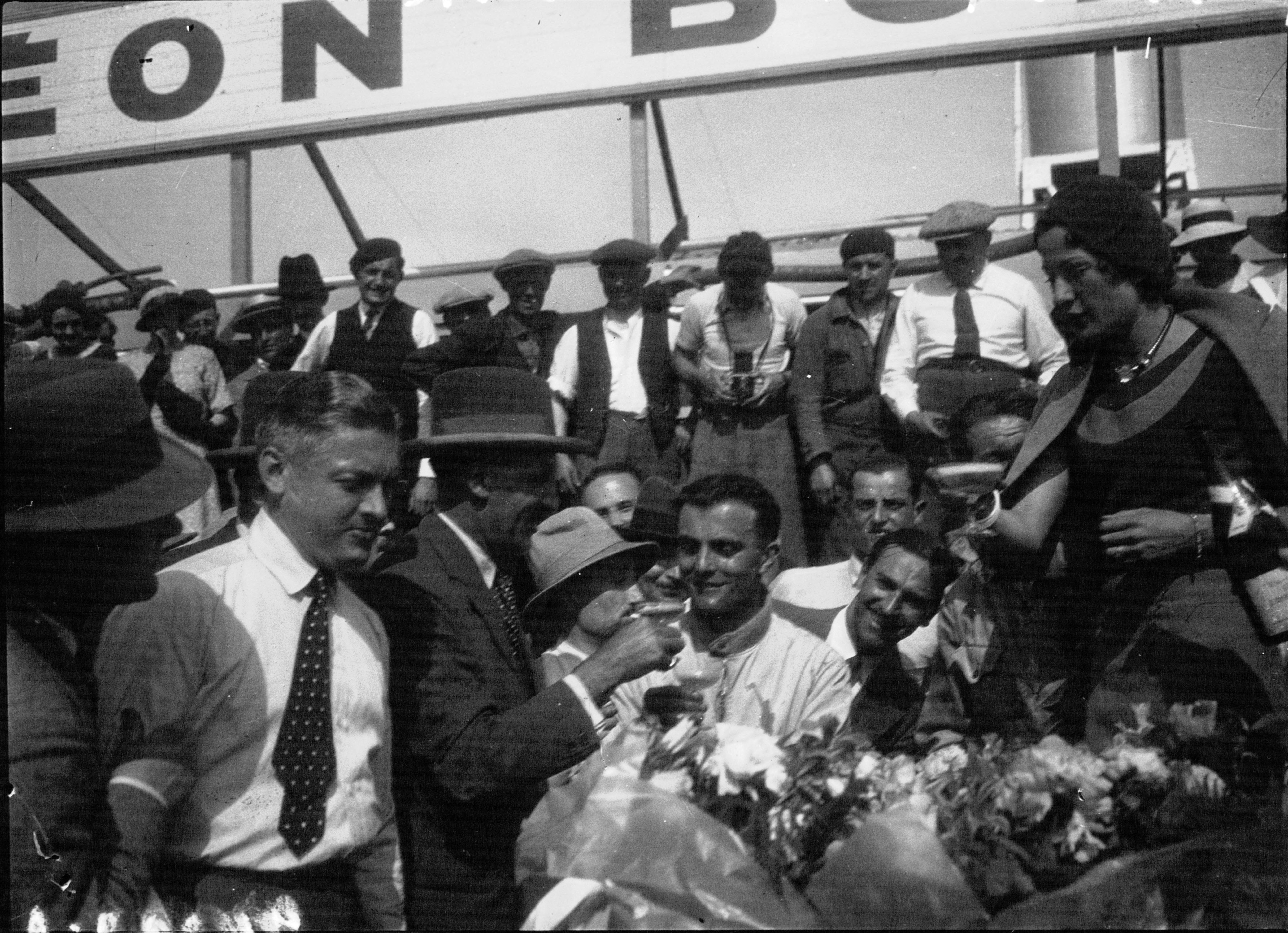
Sommer et Chinetti, vainqueurs de l'édition 1932...

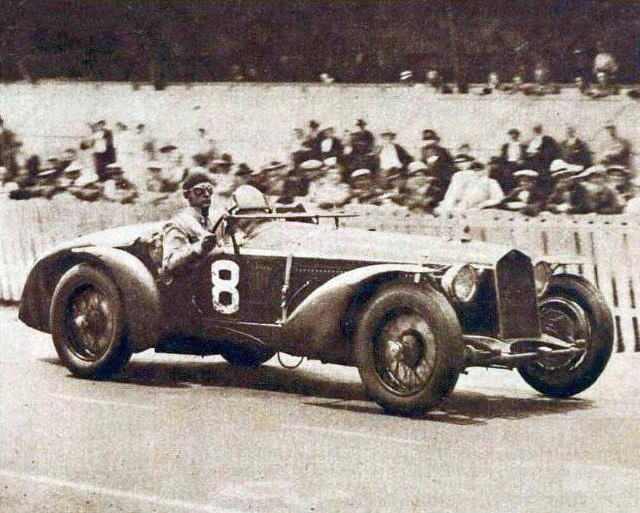
...sur l'Alfa Romeo 8C 2300LM no 8.

| Pos. | Catégorie | no | Écurie                     | Pilotes                                     | Châssis                 | Moteur                            | Tours |
| ---- | --------- | -- | -------------------------- | ------------------------------------------- | ----------------------- | --------------------------------- | ----- |
| 1    | 3.0       | 8  | Raymond Sommer             | Raymond Sommer Luigi Chinetti               | Alfa Romeo 8C 2300LM    | Alfa Romeo 2.3L compresseur I8    | 218   |
| 2    | 3.0       | 11 | Soc. Anon. Alfa Romeo      | Franco Cortese Giovanni Battista Guidotti   | Alfa Romeo 8C 2300LM    | Alfa Romeo 2.3L compresseur I8    | 216   |
| 3    | 3.0       | 6  | Arthur W. Fox              | Brian E. Lewis Tim Rose-Richards            | Talbot AV105            | Talbot 3.0L I6                    | 180   |
| 4    | 2.0       | 18 | Mme Odette Siko            | Odette Siko Louis Charavel                  | Alfa Romeo 6C 1750      | Alfa Romeo 1.7L compresseur I6    | 179   |
| 5    | 1.5       | 20 | Aston Martin Ltd.          | Sammy Newsome Henken Widengren              | Aston Martin 1½ Le Mans | Aston Martin 1.5L I4              | 174   |
| 6    | 1.5       | 23 | Jean Sébilleau             | Jean Sébilleau (de) Georges Delaroche       | Bugatti Type 40         | Bugatti 1.5L I4                   | 172   |
| 7    | 1.5       | 21 | Aston Martin Ltd.          | A.C. Bertelli Pat Driscoll                  | Aston Martin 1½ Le Mans | Aston Martin 1.5L I4              | 168   |
| 8    | 1.1       | 29 | Écurie de l'Ours           | Clément Auguste Martin Auguste Bodoignet    | Amilcar CO              | Amilcar 1.1L I6                   | 151   |
| 9    | 1.1       | 26 | Roger Labric               | Roger Labric Yves Giraud-Cabantous          | Caban Spéciale          | Caban 1.1L I4                     | 146   |
| Abd. | 3.0       | 16 | Comte Stanisław Czaykowski | Comte Stanisław Czaykowski Ernest Friderich | Bugatti Type 55         | Bugatti 2.3L compresseur I8       | 180   |
| Abd. | 1.1       | 22 | Just-Émile Vernet          | Just-Émile Vernet Fernand Vallon            | Salmson GS              | Salmson 1.1L I4                   | 111   |
| Abd. | 3.0       | 9  | Lord Howe                  | Lord Howe Sir Henry Birkin                  | Alfa Romeo 8C 2300LM    | Alfa Romeo 2.3L compresseur I8    | 110   |
| Abd. | 1.5       | 24 | Charles Druck              | Charles Druck Lucien Virlouvet              | Bugatti Type 40         | Bugatti 1.5L compresseur I4       | 98    |
| Abd. | 750       | 32 | Francis Samuelson          | Francis Samuelson Norman Black              | MG C Midget             | MG 0.7L compresseur I4            | 57    |
| Abd. | 1.5       | 22 | Aston Martin Ltd.          | Kenneth Peacock Jack Bezzant                | Aston Martin 1½ Le Mans | Aston Martin 1.5L I4              | 53    |
| Abd. | 3.0       | 12 | « Heldé »                  | Pierre Louis-Dreyfus Mariette Delangle      | Alfa Romeo 8C 2300      | Alfa Romeo 2.3L compresseur I8    | 25    |
| Abd. | 3.0       | 15 | Guy Bouriat                | Guy Bouriat Louis Chiron                    | Bugatti Type 55         | Bugatti 2.3L compresseur I8       | 23    |
| Abd. | 3.0       | 10 | Soc. Anon. Alfa Romeo      | Ferdinando Minoia Carlo Canavesi            | Alfa Romeo 8C 2300      | Alfa Romeo 2.3L compresseur I8    | 22    |
| Abd. | 8.0       | 1  | Henri Stoffel              | Marcel Foucret Paul Foucret                 | Mercedes-Benz SSK       | Mercedes-Benz 7.1L compresseur I6 | 22    |
| Abd. | 8.0       | 3  | Édouard Brisson            | Édouard Brisson Joseph Cattaneo             | Stutz DV32              | Stutz 5.4L I8                     | 19    |
| Abd. | 3.0       | 14 | Prince Djordjadze          | Attilio Marinoni Angelo Guatta              | Alfa Romeo 8C 2300      | Alfa Romeo 2.3L compresseur I8    | 14    |
| Abd. | 1.1       | 27 | Roger Labric               | Gustave Duverne Georges Boréal              | B.N.C.                  | B.N.C. 1.1L I4                    | 9     |
| Abd. | 1.1       | 30 | John Ludovic Ford          | John Ludovic Ford Maurice Baumer            | Alta                    | Alta 1.1L I4                      | 6     |
| Abd. | 1.5       | 25 | Jean Danne                 | Jean Danne Jacques Gergaud                  | Rally NCP               | Rally 1.4L I4                     | 6     |
| Abd. | 2.0       | 19 | M. de la Sayette           | Henri de la Sayette Charles Wolf            | Citroën                 | Citroën 1.5L I4                   | 3     |
| Abd. | 5.0       | 5  | Jean Trévoux               | Jean Trévoux « Mary »                       | Bentley Blower C        | Bentley 4.4L compresseur I4       | 1     |

## Record du tour
- Meilleur tour en course :  Ferdinando Minoia (no 10, Alfa Romeo 8C 2300MM, Soc. Anon. Alfa Romeo) en 5 min 41 s.

## Prix et trophées

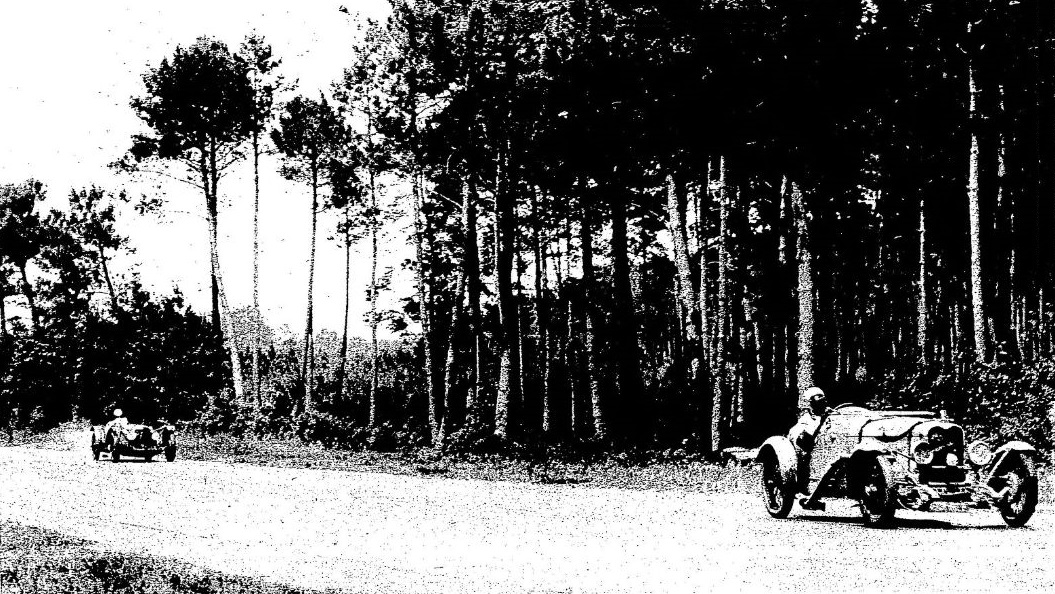
24 Heures du Mans 1932, Labric et Giraud-Cabantous (de la Coupe Biennale 1931-32) ici devant Bertelli et Driscoll (de la Coupe Biennale 1931-32).

- Prix de la performance :  Raymond Sommer (no 8 Alfa Romeo 8C).
- 8e Coupe Biennale :  Aston Martin Ltd (no 21, Aston Martin LM).

## À noter
- Longueur du circuit : 13,492 km
- Distance parcourue : 2 954,038 km
- Vitesse moyenne : 123,084 km/h
- Écart avec le 2e : 26,760 km